# Église Sainte-Marie-Madeleine de Praz-sur-Arly
L'église Sainte-Marie-Madeleine de Praz-sur-Arly, est un édifice religieux catholique, situé en Haute-Savoie, sur la commune de Praz-sur-Arly.

## Historique
En 1606, François de Sales, lors d'une visite pastorale, indique que la chapelle, dédiée aux saints Bernart et Magdeleine, est « couverte et ornée ».
La chapelle est mieux desservie, à la suite d'une donation de la famille Clément-Berthet. Une chapelle datant de 1643, fut agrandie en 1696 en église au hameau des Pratz appartenant à la paroisse de Megève. 
Au lendemain de l'occupation des troupes révolutionnaires françaises, la paroisse devient indépendante et une nouvelle église est construite le 4 août 1803.
L'actuelle église remplace l'édifice primitif en 1881 avec un style pseudo-roman.
Construits par les paroissiens, église, clocher et presbytère seront à leur charge pour l'entretien et les gros travaux. L'intérieur sera rénové entre 1950 et 1955.